# 竹田貴士
竹田 貴士（たけだ たかし、1991年9月28日 - ）は、熊本県出身の日本のタレント、俳優である。ワーサルに所属する。

## 出演

### テレビ
2012年
- NHK BSプレミアム「プレミアムドラマ 欽ちゃんの初恋」

2013年
- 日本テレビ「仮面ティーチャー」

2014年
- 読売テレビ「トクボウ警察庁特殊防犯課」（5・6話、刑事役）
- 日本テレビ「ウルトラマンDASH!!」

2015年
- フジテレビ「癒し屋キリコの約束」（第30回、坪内主税役）
- TBS「ヤメゴク〜ヤクザやめて頂きます〜」（9話、浅間組構成員役）
- フジテレビ「激動！世紀の大事件 オウム真理教と闘った家族の全記録 -地下鉄サリン事件20年目の真相-」（井上役）
- テレビ東京「永遠の0」（搭乗員役）
- NHK「大河ドラマ 花燃ゆ」（松下村塾レギュラー塾生役）
- NHK BSプレミアム「アイアングランマ」（第6話、部下役）

2016年
- 日本テレビ「HiGH&LOW〜THE STORY OF S.W.O.R.D.〜 Season2」（監督：山口雄大）（3話、自称ムゲン役）

2016年
- BSスカパー！ドラマ「バウンサー」 チンピラ役
- テレビ東京　コードネームミラージュ　K-13隊員役
- フジテレビ「めちゃ×2イケてるッ!」

### 映画
2011年
- ハードロマンチッカー（不良役、監督：グ・スーヨン監督）

2014年
- TOKYO TRIBE（ブクロウーロンズ役、監督：園子温）

2015年
- ストレイヤーズ・クロニクル（監督：瀬々敬久）

2016年
- Max the movie（監督：山口雄大）
- HiGH&LOW THE RED RAIN（上園手下役、監督：山口雄大）
- 闇金ウシジマくん the Final（悶主陀亞連合役、監督：山口雅俊）

2017年
- 「マンハント」(監督：ジョン・ウー)
- 「帝一の國」(監督：永井聡）野球部副部長 村山和久役

### DVD
2016年
- 闇動画（若者役、監修：児玉和土）

### Vシネマ
2014年
- 絶縁（金森組組員役、監修：渋谷正一）

### PV
2013年
- 仙台貨物「一撃!SHABAZO伝説!!」

### CM
- サイゲームス「世界は、もっとおもしろくできる。」
- アトラス「ペルソナ5 放課後怪盗編」
- WOWOWドラマ・映画「予告犯」

### MV
- ガチボッコ魂主題歌「BREAK OUT!」（監督：タイム涼介）

### 舞台
- 君想う、故に我あり
- 五人のモヨノ
- 坂東玉三郎特別公演 海神別荘
- サンタクロース救出作戦
- 青い地球
- ハッピーバースデー
- サンタクロース 山田太郎物語
- 女神神記
- 大家族